# Itsaso Arana
Itsaso Arana Baztan (Tafalla, Navarra; 20 de agosto de 1985) es una actriz y directora española.

## Trayectoria
Ha rodado el documental John y Gena. Ha participado en películas como Las altas presiones (2014), Acantilado (2016) y series como El don de Alba o Vergüenza. Junto a Jonás Trueba ha protagonizado La reconquista (2016) y ha escrito el libreto de la película La virgen de agosto, estrenada en 2019.

## Filmografía

### Cine
| Año  | Título                   | Personaje | Dirección              |
| ---- | ------------------------ | --------- | ---------------------- |
| 2008 | Hoy no se fía, mañana sí | Sirvienta | Francisco Avizanda     |
| 2014 | Las altas presiones      | Alicia    | Ángel Santos           |
| 2016 | Acantilado               | Patricia  | Helena Taberna         |
| 2016 | La reconquista           | Manuela   | Jonás Trueba           |
| 2019 | Diecisiete               | Esther    | Daniel Sánchez Arévalo |
| 2019 | La virgen de agosto      | Eva       | Jonás Trueba           |
| 2022 | Tenéis que venir a verla | Elena     | Jonás Trueba           |
| 2022 | La voluntaria            | Caro      | Nely Reguera           |
| 2023 | Las chicas están bien    | Itsaso    | Itsaso Arana           |
| 2024 | Volveréis                | Ale       | Jonás Trueba           |

### Televisión
| Año       | Serie                                    | Canal               | Personaje         | Notas        |
| --------- | ---------------------------------------- | ------------------- | ----------------- | ------------ |
| 2008      | El comisario                             | Telecinco           |                   | 2 episodios  |
| 2008      | Eva y Kolegas                            | Neox                | Josune            | 21 episodios |
| 2011      | 14 de abril. La República                | La 1                |                   | 2 episodios  |
| 2011      | Ángel o demonio                          | Telecinco           |                   | 1 episodio   |
| 2011      | El asesinato de Carrero Blanco           | La 1                | Itziar            | 2 episodios  |
| 2012      | Hospital Central                         | Telecinco           | Profesora Paloma  | 1 episodio   |
| 2013      | El don de Alba                           | Telecinco           | Andrea Santos     | 13 episodios |
| 2014      | Prim, el asesinato de la calle del Turco | La 1                | Josefa            | TV-Movie     |
| 2016      | Carlos, Rey Emperador                    | La 1                | María Manuela     | 1 episodio   |
| 2017-2020 | Vergüenza                                | #0                  | Verónica          | 10 episodios |
| 2018      | Los habitantes de la casa deshabitada    | La 1                | Silvia            | TV-Movie     |
| 2020      | Gente hablando                           | Atresplayer Premium |                   | 1 episodio   |
| 2020      | Alta mar                                 | Netflix             | Anna              | 5 episodios  |
| 2020-2021 | Dime quién soy                           | Movistar+           | Edurne            | 9 episodios  |
| 2021      | Reyes de la noche                        | Movistar+           | Marga Laforet     | 6 episodios  |
| 2022      | Las de la última fila                    | Netflix             | Sara Yuste Bielsa | 6 episodios  |
| 2024      | Detective Touré                          | La 1                | Enare             | 6 episodios  |
| 2025      | La Frontera                              | Amazon Prime Video  | Izaskun           | 5 episodios  |

## Premios y nominaciones

### Premios Goya
| Año  | Categoría                              | Producción            | Resultado |
| ---- | -------------------------------------- | --------------------- | --------- |
| 2023 | Premio Goya a la mejor dirección novel | Las chicas están bien | Nominada  |

### Premios Feroz
| Año  | Categoría                            | Producción        | Resultado |
| ---- | ------------------------------------ | ----------------- | --------- |
| 2022 | Mejor actriz de reparto en una serie | Reyes de la noche | Nominada  |